# Baron Dunfermline
Baronowie Dunfermline 1. kreacji (parostwo Zjednoczonego Królestwa)
- 1839–1858: James Abercromby, 1. baron Dunfermline
- 1858–1868: Ralph Abercromby, 2. baron Dunfermline